# Point Possession (Alaska)
Point Possession es un lugar designado por el censo ubicado en el borough de Península de Kenai en el estado estadounidense de Alaska. En el Censo de 2010 tenía una población de 3 habitantes y una densidad poblacional de 0,03 personas por km².

## Geografía
Point Possession se encuentra en las coordenadas 60°55′23″N 150°41′20″O / 60.92306, -150.68889. Según la Oficina del Censo de los Estados Unidos, Point Possession tiene una superficie total de 108.71 km², de la cual 108.71 km² corresponden a tierra firme y (0%) 0 km² es agua.

## Demografía
Según el censo de 2010, había 3 personas residiendo en Point Possession. La densidad de población era de 0,03 hab./km². De los 3 habitantes, Point Possession estaba compuesto por el 100% blancos, el 0% eran afroamericanos, el 0% eran amerindios, el 0% eran asiáticos, el 0% eran isleños del Pacífico, el 0% eran de otras razas y el 0% pertenecían a dos o más razas. Del total de la población el 0% eran hispanos o latinos de cualquier raza.